# Rijndeltaroute
De Rijndeltaroute of Rijnfietsroute is een bewegwijzerde fietsroute van ongeveer 270 km tussen Millingen aan de Rijn en Hoek van Holland. De route is het Nederlandse deel van de EuroVelo EV15 Rijnroute.

## Traject

### Hoofdroute
De route komt bij Millingen Nederland binnen. Eerst volgt ze de LF3 Hanzeroute tot in de buurt van Arnhem. Hier pakt ze de LF4 Midden-Nederlandroute op en loopt ze parallel met de EuroVelo EV2 Hoofdstedenroute. In Wijk bij Duurstede gaat ze de LF17 Rijndeltaroute volgen. Vanaf Woudrichem loopt ze grotendeels parallel met de EuroVelo EV19 Maasroute en de LF Maasroute tot eindpunt Hoek van Holland.
In Woudrichem kan ook worden aangesloten op de LF Waterlinieroute en de LF9 NAP-route.

### Waalvariant
De Waalvariant volgt het fietsroutenetwerk van Millingen via Nijmegen naar Woudrichem. Er hangt kleine bebording onder de borden van het fietsroutenetwerk die deze variant aangeven.

## Aansluitingen met Europese routes
- De gehele route is onderdeel van de EuroVelo EV15 Rijnroute.
- Bij Arnhem kan worden aangesloten op de EuroVelo EV2 Hoofdstedenroute.
- Tussen Woudrichem en Hoek van Holland loopt de route grotendeels parallel met de EuroVelo EV19 Maasroute.

## Aansluitingen met andere LF- of icoonroutes
- In Millingen kan worden aangesloten op de D8 Rijnfietsroute.
- Tussen Millingen en Arnhem loopt de route parallel met de LF3 Hanzeroute.
- Tussen Arnhem en Wijk bij Duurstede loopt de route parallel met de LF4 Midden-Nederlandroute.
- Tussen Wijk bij Duurstede en Woudrichem loopt de route parallel met de LF17 Rijndeltaroute.
- Tussen Woudrichem en Hoek van Holland loopt de route grotendeels parallel met de LF Maasroute.
- In Woudrichem kruist de route de LF Waterlinieroute.
- In Woudrichem kruist de route de LF9 NAP-route.

## Aansluitingen met regionale routes
- Op elk willekeurig punt kan gebruik worden gemaakt van het fietsroutenetwerk ter plaatse.